# Episodi di Future Card Buddyfight Triple D
Future Card Buddyfight Triple D è stato trasmesso originalmente in Giappone dal 2 aprile 2016 al 25 marzo 2017 su TV Aichi per un totale di 51 episodi.
Sigle di apertura
- Chronograph cantata da Natsuhiro Takaaki (ep. 1-27)
- DDD cantata da Shouta Aoi (ep. 28-51)

Sigle di chiusura
- Wakey☆Thump SHOOTER cantata da Sora Tokui (ep. 1-27)
- Yume no Hikari-kun no Mirai cantata da Aina Aiba (ep. 28-39)
- Unite (Live Forever) cantata dai Bars and Melody (ep. 40-51)

## Lista episodi
| Nº       | Giapponese 「Kanji」 - Rōmaji                                                                               | In onda           | In onda |
| Nº       | Giapponese 「Kanji」 - Rōmaji                                                                               | Giapponese        |         |
| 1 (115)  | 「ヤベェ! 必殺モンスター誕生!!」 - Yabee! Hissatsu monster tanjou!                                          | 2 aprile 2016     |         |
| 2 (116)  | 「スゲェ! 絶対勝てるバディファイト必勝法!!」 - Sugee! Zettai kateru Buddyfight hisshouhou!!                 | 9 aprile 2016     |         |
| 3 (117)  | 「コワァ! ガイトの必殺モンスター!!」 - Kowaa! Gaito no hissatsu monster!!                                   | 16 aprile 2016    |         |
| 4 (118)  | 「カッケェ! ジャックの必殺モンスター!!」 - Kakkee! Jack no hissatsu monster!!                               | 23 aprile 2016    |         |
| 5 (119)  | 「ヒデェ! 悪魔のコーチ・アスモダイ!!」 - Hidee! Akuma no coach Asmodai!!                                    | 30 aprile 2016    |         |
| 6 (120)  | 「パネェ! アビゲールVSアジ・ダハーカ!!」 - Panee! Abigail VS Azi Dahaka!!                                   | 7 maggio 2016     |         |
| 7 (121)  | 「キタァー! WBCカップ超東驚大会!!」 - Kitaa! WBC Cup Chou Tokyo taikai!!                                    | 14 maggio 2016    |         |
| 8 (122)  | 「モエモエーッ! 愛と正義の制服戦士ブレザーフリル!!」 - Moemoee! Ai to seigi no seifuku senshi Blazerfrill!! | 21 maggio 2016    |         |
| 9 (123)  | 「ナニィ！奪われた必殺モンスター!!」 - Nanii! Ubawareta hissatsu monster!!                                  | 28 maggio 2016    |         |
| 10 (124) | 「ギョギョ! そんなマサカな大ピンチ!!」 - Gyogyo! Sonna masaka na dai pinch!!                                | 4 giugno 2016     |         |
| 11 (125) | 「デケェ! 番長大決闘!!」 - Dekee! Banchou dai kettou!!                                                      | 11 giugno 2016    |         |
| 12 (126) | 「ダメダァ！バルバースト・スマッシャー!?」 - Dameda! Bal Burst Smasher!?                                    | 18 giugno 2016    |         |
| 13 (127) | 「デタァ！無敵竜"リボルテッド"!!」 - Deta! Muteki ryū riboruteddo!!                                         | 25 giugno 2016    |         |
| 14 (128) | 「ワッショイ！超東驚大会決勝祭り!!」 - Wasshoi! Chō higashi odoroki taikai kesshō matsuri!!                 | 2 luglio 2016     |         |
| 15 (129) | 「オリャア！グレイトフル・バルラリアット!!」 - Oryaa! Gureito Furu Baru Rariatto!!                          | 9 luglio 2016     |         |
| 16 (130) | 「ショック！斬夜引退宣言!!」 - Shokku! Ki yoru intai sengen!!                                               | 16 luglio 2016    |         |
| 17 (131) | 「ヨーソロォ！日本代表選抜の島へ!!」 - Yōsoro! Nihon daihyō senbatsu no shima e!!                           | 23 luglio 2016    |         |
| 18 (132) | 「キタキタァー！WBCカップ日本大会!!」 - Kitakita! WBC Kappu Nihon taikai!!                                  | 30 luglio 2016    |         |
| 19 (133) | 「マタデタァ！恐怖の天敵ゾディアック!!」 - Matadeta! Kyōfu no tenteki zodiakku!!                            | 6 agosto 2016     |         |
| 20 (134) | 「デンジャー！動き出した狼!!」 - Denjā! Ugokidashita ōkami!!                                                | 13 agosto 2016    |         |
| 21 (135) | 「オババッ！五剣天下参上!!」 - Obaba! Goken Tenka sanjō!!                                                   | 20 agosto 2016    |         |
| 22 (136) | 「ウワッ！爆発0秒前!!」 - Uwa! Bakuhatsu 0-byō mae!!                                                        | 27 agosto 2016    |         |
| 23 (137) | 「バルゥ！放て、ギャラクティカル・パニッシャー!!」 - Baru! Hanate, Gyarakutikaru Panisshā!!                 | 3 settembre 2016  |         |
| 24 (138) | 「アチィッ！宿命の灼熱地獄!!」 - Achi! Shukumei no shakunetsu jigoku!!                                      | 10 settembre 2016 |         |
| 25 (139) | 「スッゲェ！バルソーサー・オーバーラッシュ!!」 - Sugge! Baru Sōsā ōbā Rasshu!!                              | 17 settembre 2016 |         |
| 26 (140) | 「ゴーゴー！バル、怒涛の快進撃!!」 - Gōgō! Baru, dotō no kaishingeki!!                                      | 24 settembre 2016 |         |
| 27 (141) | 「ガオオォ！これがドラゴンフォースだ!!」 - Gao! Kore ga Doragon Fōsuda!!                                    | 1º ottobre 2016   |         |
| 28 (142) | 「キタキタキタァー！WBCカップ世界大会!!」 - Kita kita kita! WBC Kappu sekai taikai!!                        | 8 ottobre 2016    |         |
| 29 (143) | 「ワナワナ！逮捕されたジャックナイフ!!」 - Wanawana! Taiho sa reta Jakkunaifu!!                             | 15 ottobre 2016   |         |
| 30 (144) | 「ウェディング！人間山脈デビル・デストロイ!!」 - Wedingu! Ningen sanmyaku Debiru Desutoroi!!                | 22 ottobre 2016   |         |
| 31 (145) | 「ゼータ！驚愕の機甲戦鬼!!」 - Zēta! Kyōgaku no kikō senki!!                                                | 29 ottobre 2016   |         |
| 32 (146) | 「ニャニャニャ！にゃにゃにゃにゃ!!」 - Nya nya nya! Nya nya nya nya!!                                       | 5 novembre 2016   |         |
| 33 (147) | 「マジッ!?複製模倣兵器 ジェムクローン!!」 - Maji!? Fukusei mohō heiki Jemukurōn!!                           | 12 novembre 2016  |         |
| 34 (148) | 「リベンジィ！虎は二度吠える!!」 - Ribenji! Tora wa ni-do hoeru!!                                           | 19 novembre 2016  |         |
| 35 (149) | 「ラストファイト！さらばアビゲール!!」 - Rasuto faito! Saraba Abigēru!!                                     | 26 novembre 2016  |         |
| 36 (150) | 「ガチヤバ！必殺のオリジン・ブレイカー!!」 - Gachiyaba! Hissatsu no Orijin Bureikā!!                        | 3 dicembre 2016   |         |
| 37 (151) | 「ガチスゴ！超太陽竜 バルソレイユ!!」 - Gachisugo! Chō taiyō ryū Baru Soreiyu!!                             | 10 dicembre 2016  |         |
| 38 (152) | 「オヤジッ！アジ・ダハーカの最期!!」 - Oyaji! Aji Dahāka no saigo!!                                         | 17 dicembre 2016  |         |
| 39 (153) | 「エンドレス！黒天太陽竜 アジ・ダハーカ "ダ・エーワ"!!」 - Endoresu! Kokuten taiyō ryū Aji Dahāka Daēwa!!   | 24 dicembre 2016  |         |
| 40 (154) | 「ファイナル！WBCカップ世界大会決勝!!」 - Fainaru! WBC Kappu sekai taikai kesshō!!                          | 8 gennaio 2017    |         |
| 41 (155) | 「ドヒャーッ！超太陽竜VS黒天太陽竜!!」 - Dohyā! Chō taiyō ryū VS kokuten taiyō ryū!!                        | 14 gennaio 2017   |         |
| 42 (156) | 「マジカッ！防御力20000の驚異!!」 - Majika! Bōgyo-ryoku 20000 no kyōi!!                                     | 21 gennaio 2017   |         |
| 43 (157) | 「ゲキトツ！龍炎寺タスクVS黒渦ガイト!?」 - Gekitotsu! Ryū-en tera Tasuku VS kurouzu Gaito!?                 | 28 gennaio 2017   |         |
| 44 (158) | 「リベンジィ！ドクター・ガラの復讐!!」 - Ribenji! Dokutā Gara no fukushū!!                                  | 4 febbraio 2017   |         |
| 45 (159) | 「マジアチィッ！ジェムクローンの心!!」 - Majiachi! Jemukurōn no kokoro!!                                    | 11 febbraio 2017  |         |
| 46 (160) | 「グッドラック！ウルフ最期のファイト!!」 - Guddo rakku! Urufu saigo no faito!!                              | 18 febbraio 2017  |         |
| 47 (161) | 「ガチショック！ドラゴン・ドライ驚異の力!!」 - Gachi shokku! Doragon Dorai kyōi no chikara!!                | 25 febbraio 2017  |         |
| 48 (162) | 「シークレット！プロジェクトDDDの全貌!!」 - Shīkuretto! Purojekuto DDD no zenbō!!                           | 4 marzo 2017      |         |
| 49 (163) | 「ファイッ！バディチャンピオン決定戦!!」 - Faitsu! Badi chanpion kettei-sen!!                               | 11 marzo 2017     |         |
| 50 (164) | 「クライマックス！放て、エターナル・バルブラスター!!」 - Kuraimakkusu! Hanate, etānaru Baru Burasutā!!      | 18 marzo 2017     |         |
| 51 (165) | 「バイバイ！バル、永遠の別れ!!」 - Baibai! Baru, eien no wakare!!                                           | 25 marzo 2017     |         |